# Јулија Тарасова
Јулија Тарасова  (Ташкент, СССР, 13. март 1986) је узбекистанска атлетичарка, чије су специјалности вишебоји (седмобој, петобој и скок удаљ).
Међународну каријеру почела је 2003, освајајући седмо место у седмобоју на светском јуниорском првенству. Следеће сезоне је четрнаеста на истом такмичењу и прва на Азијском првенству за јуниоре.. Наступала је на Олимпијским играма 2008. у Пекингу и Светском првенству 2009. у Берлину. Исте године на Азијском првенству 2009, освојила је златну медаљу.
У 2010. фокусирала се на скок удаљ и свој први успех у овом такмичењу је седмо место на Светском првенству 2010 у Дохи и победа на Контоненталном купу у Сплиту.
На националним првенствима побеђивала је у разним дисциплинама и узрасним категоријама. Тренутни је рекордер Узбекистана у скоку удаљ на отвореном (6,81 - 5. јун 2010, Ташкент) и петобоју (4.004 бодова - 10. фебруар 2006, Патаја).